# Picarreau
Picarreau là một xã trong vùng hành chính Franche-Comté, thuộc tỉnh Jura, quận Lons-le-Saunier (quận), tổng Poligny. Tọa độ địa lý của xã là 46° 45' vĩ độ bắc, 05° 44' kinh độ đông. Picarreau nằm trên độ cao trung bình là 545 mét trên mực nước biển, có điểm thấp nhất là 530 mét và điểm cao nhất là 628 mét. Xã có diện tích 8.96 km², dân số vào thời điểm 2004 là 83 người; mật độ dân số là 9 người/km².

## Thông tin nhân khẩu
| 1962 | 1968 | 1975 | 1982 | 1990 | 1999 |
| ---- | ---- | ---- | ---- | ---- | ---- |
| 78   | 105  | 93   | 84   | 81   | 87   |

## Địa điểm tham quan
Nhà thờ của Picarreau được khánh thành năm 1809.